# Vauxrezis
Vauxrezis est une commune française située dans le département de l'Aisne, en région Hauts-de-France.

## Géographie

### Description

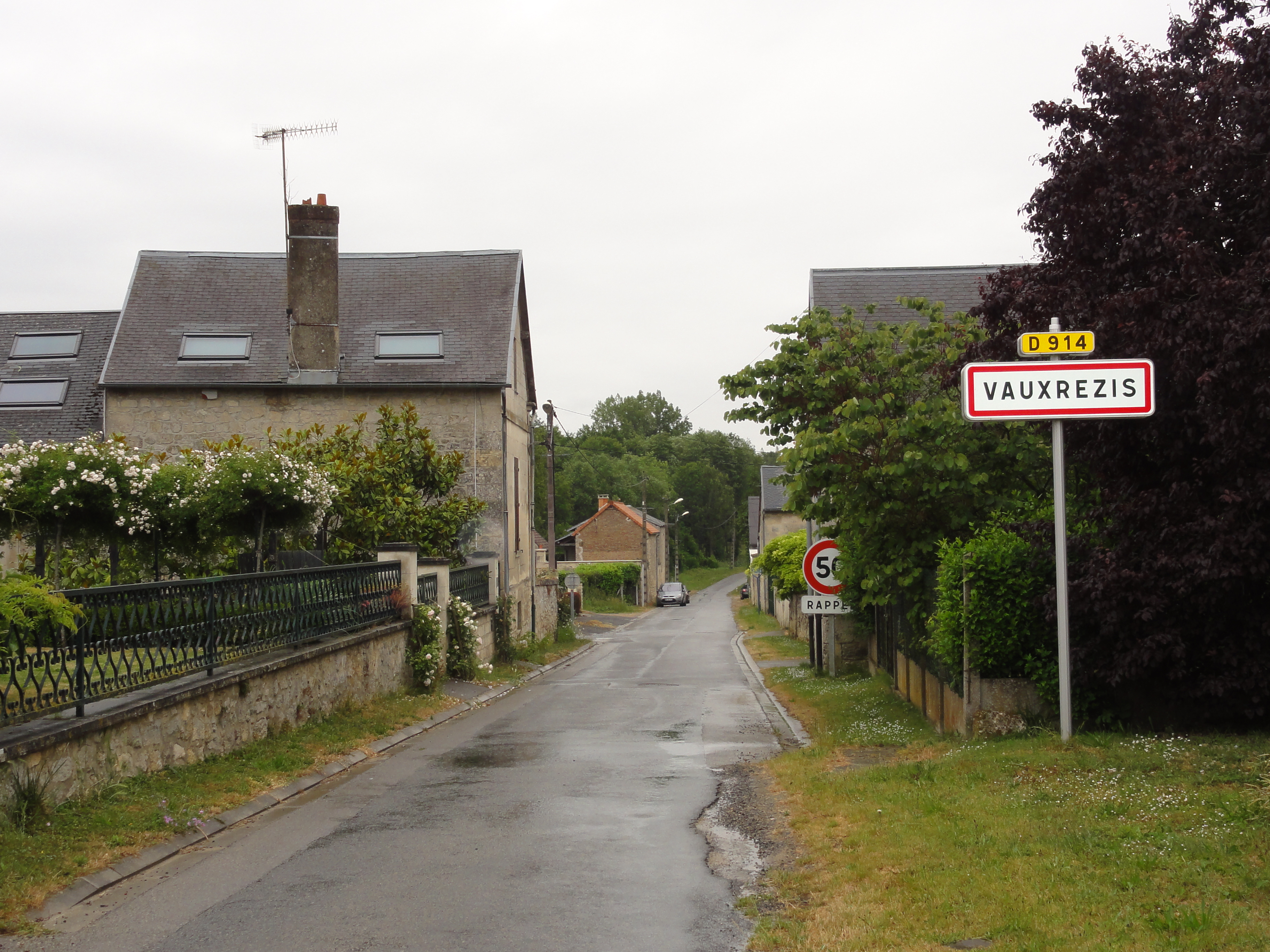
Entrée de Vauxrezis.

Vauxrezis  est un village rural picard du Soissonnais situé à 5 km au nord-ouest de Soissons, 28 km au sud-est de Noyon et à 30 km au sud-ouest de Laon.
Il comprend le hameau de Tancourt.

### Communes limitrophes
|                 | Bieuxy    |          |
| Cuisy-en-Almont | Vauxrezis | Chavigny |
| Osly-Courtil    | Pommiers  | Pasly    |

### Hydrographie
La commune est située dans le bassin Seine-Normandie. Elle est drainée par le ruisseau de Juvigny, le cours d'eau 01 de Tancourt et un autre petit cours d'eau,.
Le ruisseau de Juvigny, d'une longueur de 11 km, prend sa source dans la commune de Juvigny et se jette  dans divers bras de l'Aisne à Osly-Courtil, après avoir traversé onze communes.

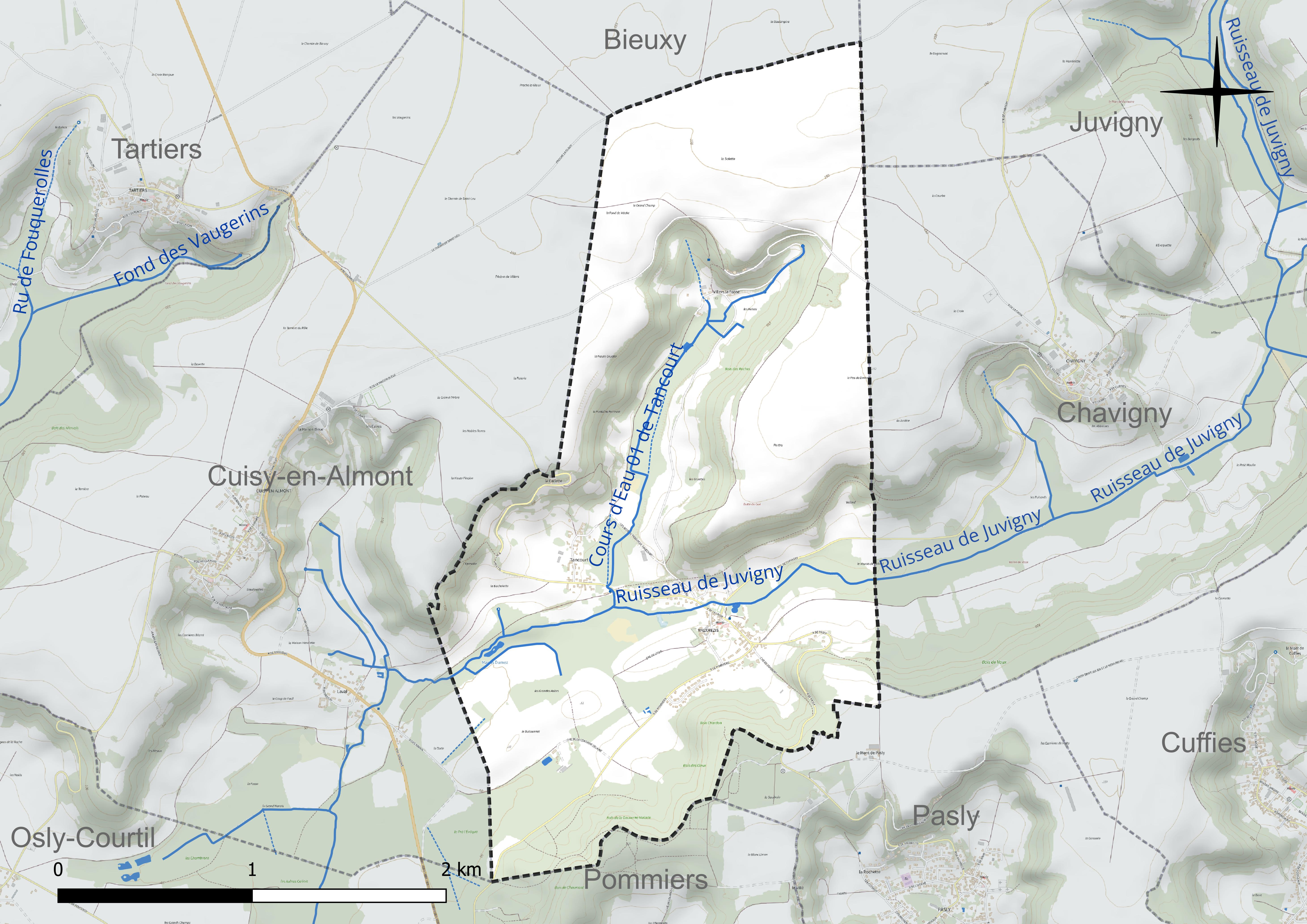
Réseau hydrographique de Vauxrezis.

### Climat
Pour des articles plus généraux, voir Climat des Hauts-de-France et Climat de l'Aisne.
En 2010, le climat de la commune est de type climat océanique dégradé des plaines du Centre et du Nord, selon une étude du CNRS s'appuyant sur une série de données couvrant la période 1971-2000. En 2020, Météo-France publie une typologie des climats de la France métropolitaine dans laquelle la commune est exposée à un climat océanique altéré et est dans la région climatique Nord-est du bassin Parisien, caractérisée par un ensoleillement médiocre, une pluviométrie moyenne régulièrement répartie au cours de l'année et un hiver froid (3 °C).
Pour la période 1971-2000, la température annuelle moyenne est de 10,6 °C, avec une amplitude thermique annuelle de 15,2 °C. Le cumul annuel moyen de précipitations est de 736 mm, avec 12 jours de précipitations en janvier et 8,7 jours en juillet. Pour la période 1991-2020, la température moyenne annuelle observée sur la station météorologique la plus proche, située sur la commune de Braine à 20 km à vol d'oiseau, est de 11,3 °C et le cumul annuel moyen de précipitations est de 662,7 mm,. Pour l'avenir, les paramètres climatiques de la commune estimés pour 2050 selon différents scénarios d'émission de gaz à effet de serre sont consultables sur un site dédié publié par Météo-France en novembre 2022.

## Urbanisme

### Typologie
Au 1er janvier 2024, Vauxrezis est catégorisée commune rurale à habitat dispersé, selon la nouvelle grille communale de densité à 7 niveaux définie par l'Insee en 2022.
Elle est située hors unité urbaine. Par ailleurs la commune fait partie de l'aire d'attraction de Soissons, dont elle est une commune de la couronne,. Cette aire, qui regroupe 92 communes, est catégorisée dans les aires de 50 000 à moins de 200 000 habitants,.

### Occupation des sols
L'occupation des sols de la commune, telle qu'elle ressort de la base de données européenne d'occupation biophysique des sols Corine Land Cover (CLC), est marquée par l'importance des territoires agricoles (59,8 % en 2018), une proportion sensiblement équivalente à celle de 1990 (59,7 %). La répartition détaillée en 2018 est la suivante : 
terres arables (44 %), forêts (40,2 %), zones agricoles hétérogènes (12,5 %), prairies (3,2 %).
L'évolution de l'occupation des sols de la commune et de ses infrastructures peut être observée sur les différentes représentations cartographiques du territoire : la carte de Cassini (XVIIIe siècle), la carte d'état-major (1820-1866) et les cartes ou photos aériennes de l'IGN pour la période actuelle (1950 à aujourd'hui).

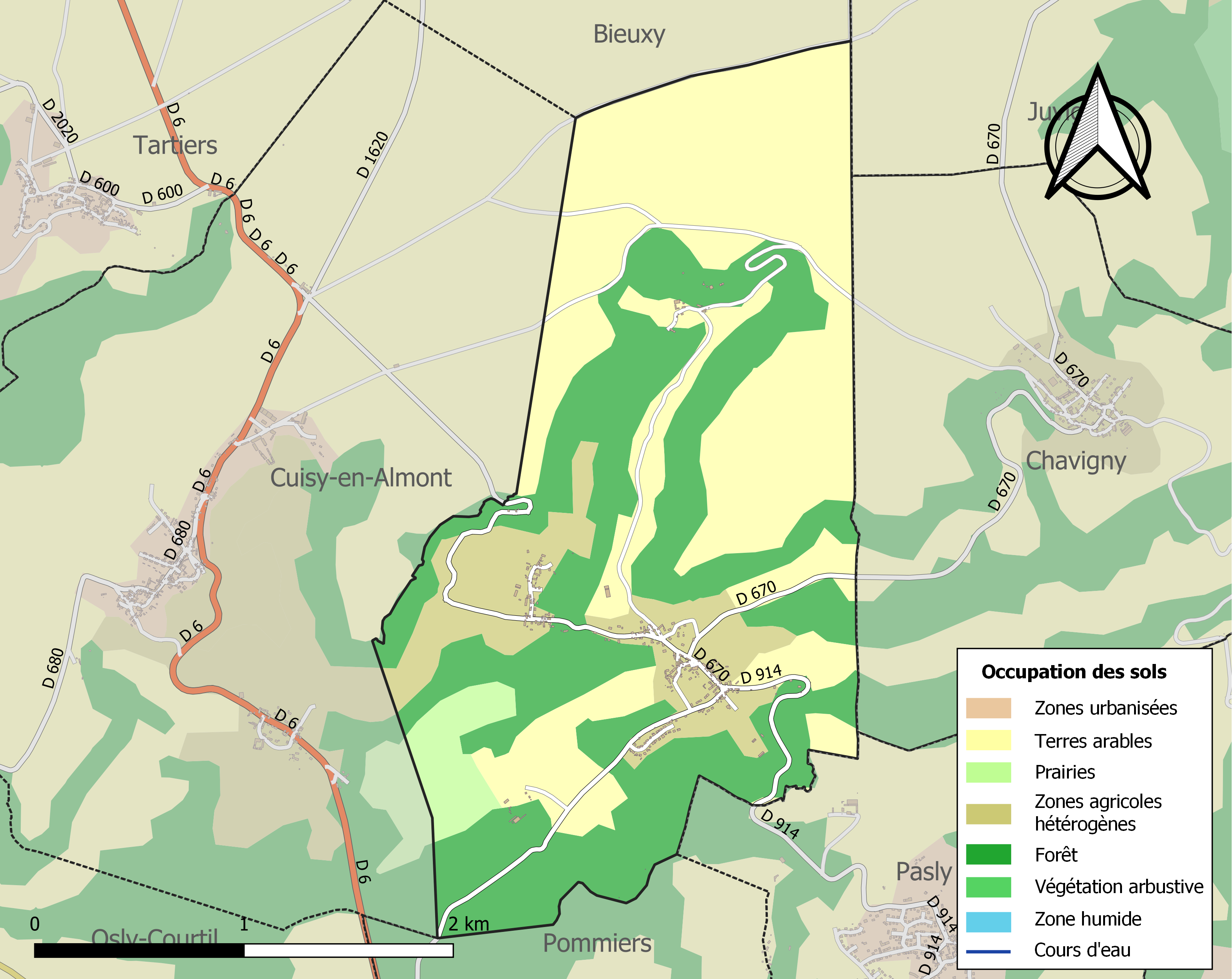
Carte de l'occupation des sols de la commune en 2018 (CLC).

## Toponymie
Vaurezis, Valresiacum en 893, mot dérivé de Vallis ; le sens serait : pays dans une vallée. Le 1er janvier 1996, Vaurezis a repris le nom de Vauxrezis qu'elle avait porté jusqu'au début du XIXe siècle.
La toponymie locale mentionne également le moulin de Tancourt.

## Histoire

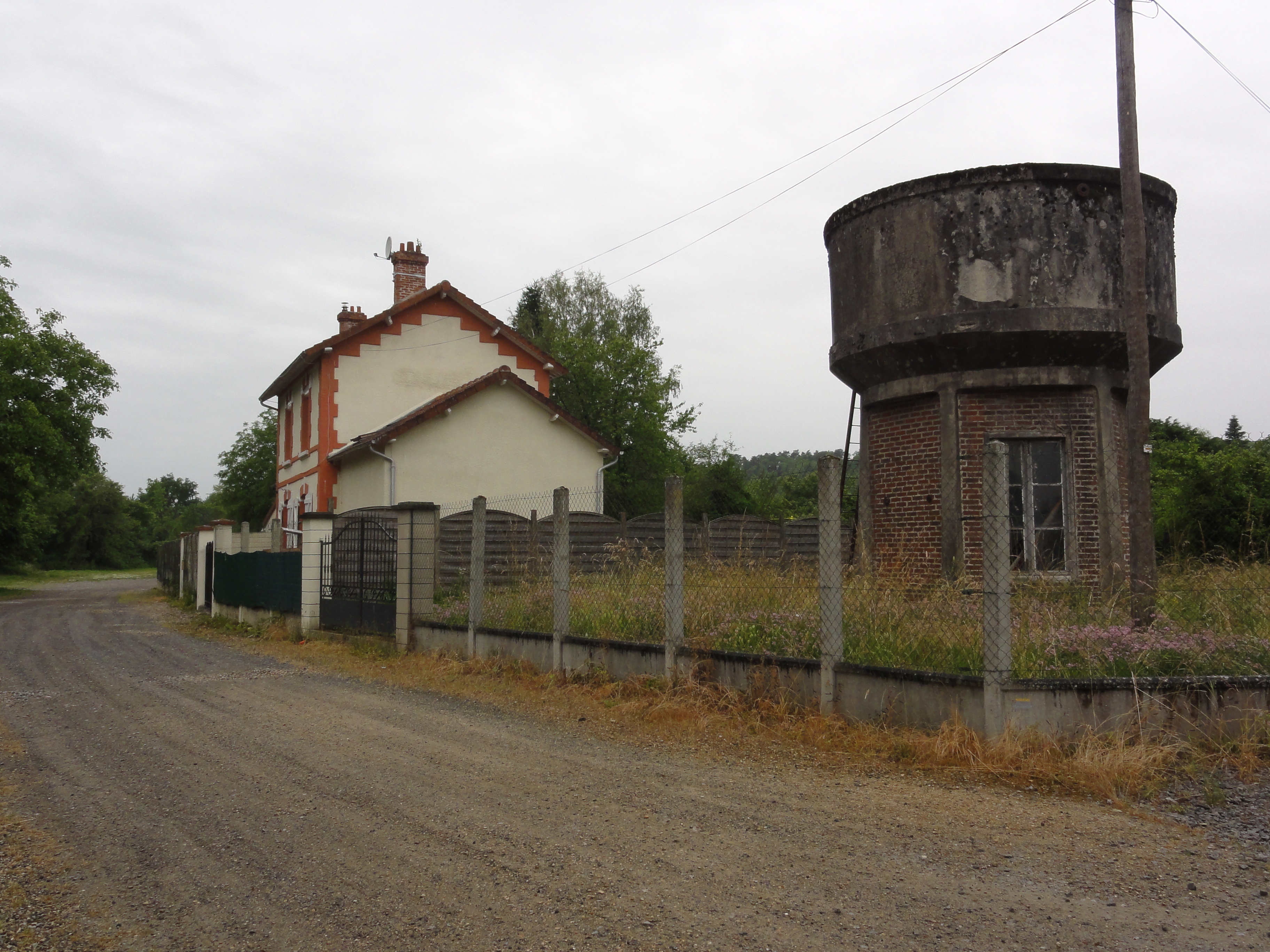
L'ancienne gare en 2015.

Le village a été desservi par la ligne  de chemin de fer secondaire Soissons - Épagny lieu de bifurcation vers Coucy-le-Château, Chauny et Vic-sur-Aisne de la compagnie des chemins de fer départementaux de l'Aisne puis de la compagnie des chemins de fer secondaires du Nord-Est de 1910 à 1948.

### Guerre franco prussienne et les Trois Instituteurs de l'Aisne
Le titre "Les trois instituteurs de l'Aisne" fait référence à l'exécution successive de trois instituteurs pendant la guerre franco-prussienne de 1870. Louis Poulette, instituteur à Vauxrezis, était l'un d'entre eux.

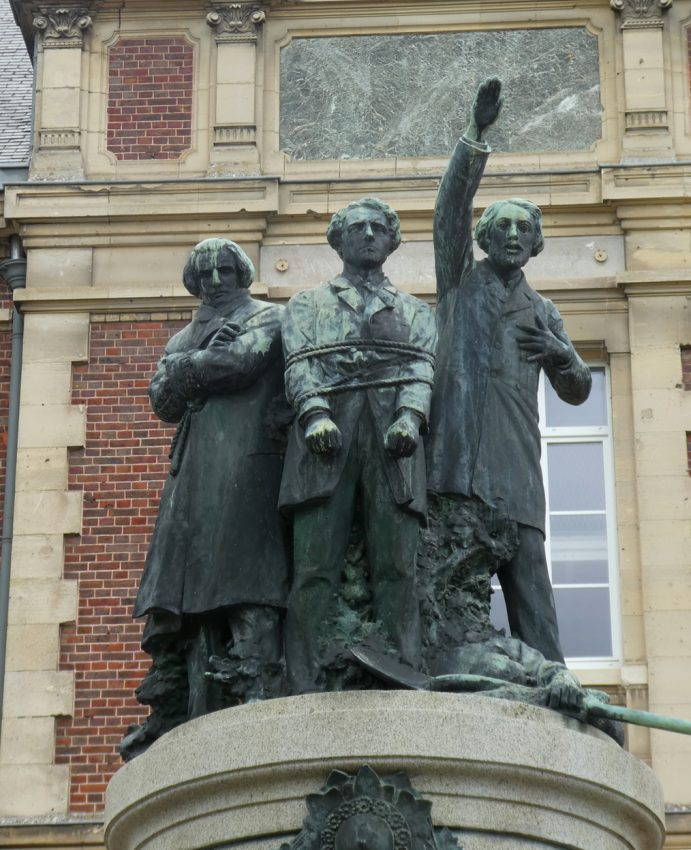
Les trois instituteurs de l'Aisne. Louis Poulette est au centre,

Les Prussiens, qui étaient venus de Pasly après avoir tué Debordeaux et Courcy, ont semé la terreur dans la commune de Vauxrezis, détruisant et incendiant des habitations. Poulette avait été dénoncé aux Prussiens par Poittevin, qui leur avait indiqué qu'il détenait la liste des gardes nationaux. Malgré les interrogatoires et les violences, Poulette a refusé de divulguer cette information. Il a ensuite été exécuté avec deux autres citoyens, Létoffé et Déquirez, qui auraient également été dénoncés par Poittevin pour des raisons personnelles. Le monument des trois instituteurs de Laon, qui a remporté la médaille d'argent à l'exposition universelle de Paris en 1900, a été créé en leur honneur,.
Poittevin a été jugé et condamné à mort en 1872 pour trahison.
Tant à Vauxrezis qu'à Pasly qu'à Soissons, il y a des rues Louis Poulette.
Première Guerre mondiale
Le village est considéré comme détruit à la fin de la guerre, et a  été décoré de la Croix de guerre 1914-1918, le 21 octobre 1920.

Les ruines de l'église en 1920
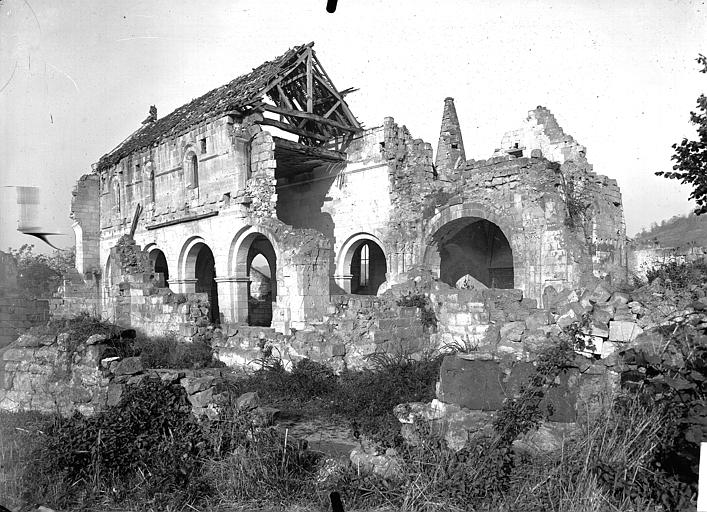
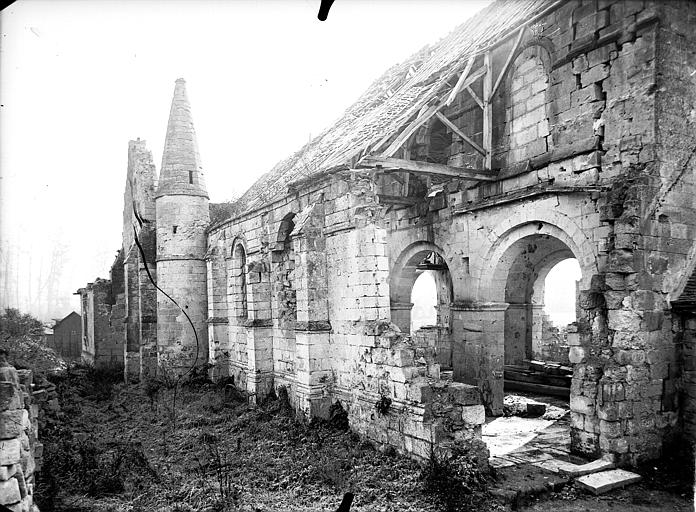
Façade nord
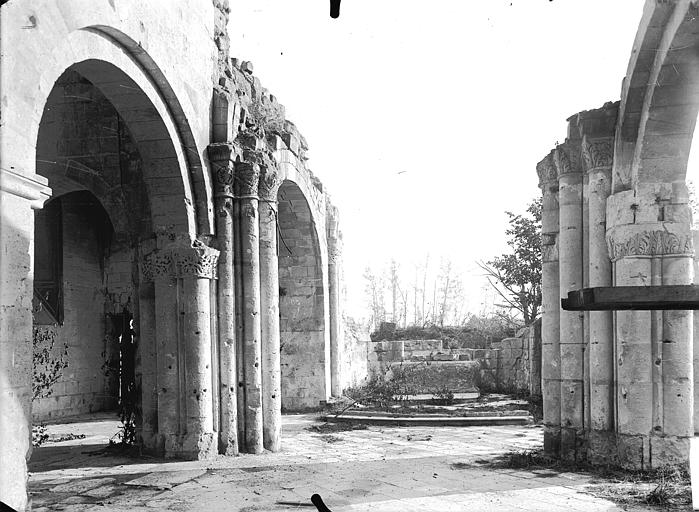
La nef
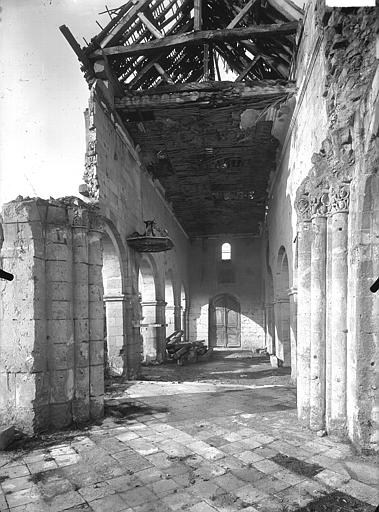
La nef
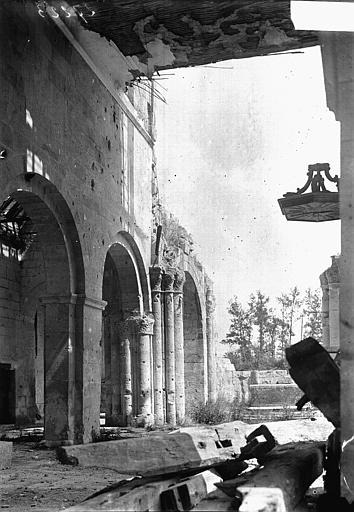

## Politique et administration

### Découpage territorial
La commune de Vauxrezis est membre de l'intercommunalité GrandSoissons Agglomération, un établissement public de coopération intercommunale (EPCI) à fiscalité propre créé le 29 décembre 1999 dont le siège est à Cuffies. Ce dernier est par ailleurs membre d'autres groupements intercommunaux.
Sur le plan administratif, elle est rattachée à l'arrondissement de Soissons, au département de l'Aisne et à la région Hauts-de-France. Sur le plan électoral, elle dépend du  canton de Soissons-1 pour l'élection des conseillers départementaux, depuis le redécoupage cantonal de 2014 entré en vigueur en 2015, et de la quatrième circonscription de l'Aisne  pour les élections législatives, depuis le dernier découpage électoral de 2010.

### Liste des maires
| Période                                  | Période                       | Identité             | Étiquette | Qualité                                                                                                |
| ---------------------------------------- | ----------------------------- | -------------------- | --------- | --- |
| Les données manquantes sont à compléter. |                               |                      |           | |
| avant 1981                               |                               | Georges Vincent      | DVG       | |
| Les données manquantes sont à compléter. |                               |                      |           | |
| mars 2001                                | 2014                          | Jean-Claude Leheutre |           | |
| 2014                                     | En cours (au 11 juillet 2020) | Marc Couteau         | SE        | Retraité Vice-président de la CA GrandSoissons Agglomération (2020 → ) Réélu pour le mandat 2020-2026, |

## Démographie
L'évolution du nombre d'habitants est connue à travers les recensements de la population effectués dans la commune depuis 1793. Pour les communes de moins de 10 000 habitants, une enquête de recensement portant sur toute la population est réalisée tous les cinq ans, les populations de référence des années intermédiaires étant quant à elles estimées par interpolation ou extrapolation. Pour la commune, le premier recensement exhaustif entrant dans le cadre du nouveau dispositif a été réalisé en 2005.

En 2022, la commune comptait 325 habitants, en évolution de −0,91 % par rapport à 2016 (Aisne : −1,97 %, France hors Mayotte : +2,11 %).
| 1793 | 1800 | 1806 | 1821 | 1831 | 1836 | 1841 | 1846 | 1851 |
| ---- | ---- | ---- | ---- | ---- | ---- | ---- | ---- | ---- |
| 378  | 337  | 361  | 357  | 416  | 418  | 438  | 431  | 433  |

| 1856 | 1861 | 1866 | 1872 | 1876 | 1881 | 1886 | 1891 | 1896 |
| ---- | ---- | ---- | ---- | ---- | ---- | ---- | ---- | ---- |
| 402  | 408  | 383  | 354  | 327  | 329  | 346  | 420  | 273  |

| 1901 | 1906 | 1911 | 1921 | 1926 | 1931 | 1936 | 1946 | 1954 |
| ---- | ---- | ---- | ---- | ---- | ---- | ---- | ---- | ---- |
| 266  | 296  | 252  | 136  | 166  | 161  | 170  | 171  | 176  |

| 1962 | 1968 | 1975 | 1982 | 1990 | 1999 | 2005 | 2006 | 2010 |
| ---- | ---- | ---- | ---- | ---- | ---- | ---- | ---- | ---- |
| 180  | 170  | 184  | 335  | 347  | 355  | 330  | 330  | 334  |

| 2015 | 2020 | 2022 | - | - | - | - | - | - |
| ---- | ---- | ---- | - | - | - | - | - | - |
| 332  | 321  | 325  | - | - | - | - | - | - |

## Culture locale et patrimoine

### Lieux et monuments
- Église Saint-Maurice de Vauxrezis, classée au titre des monuments historiques en 1913 et inscrite en 1995.
- Monument aux morts.
- L'ancienne voie ferrée de Soissons à Juvigny et Guny, l'ancienne gare et son château-d'eau[31].
- Dolmen de la Pierre Laye[32],[33], classé au titre des monuments historiques en 1944.

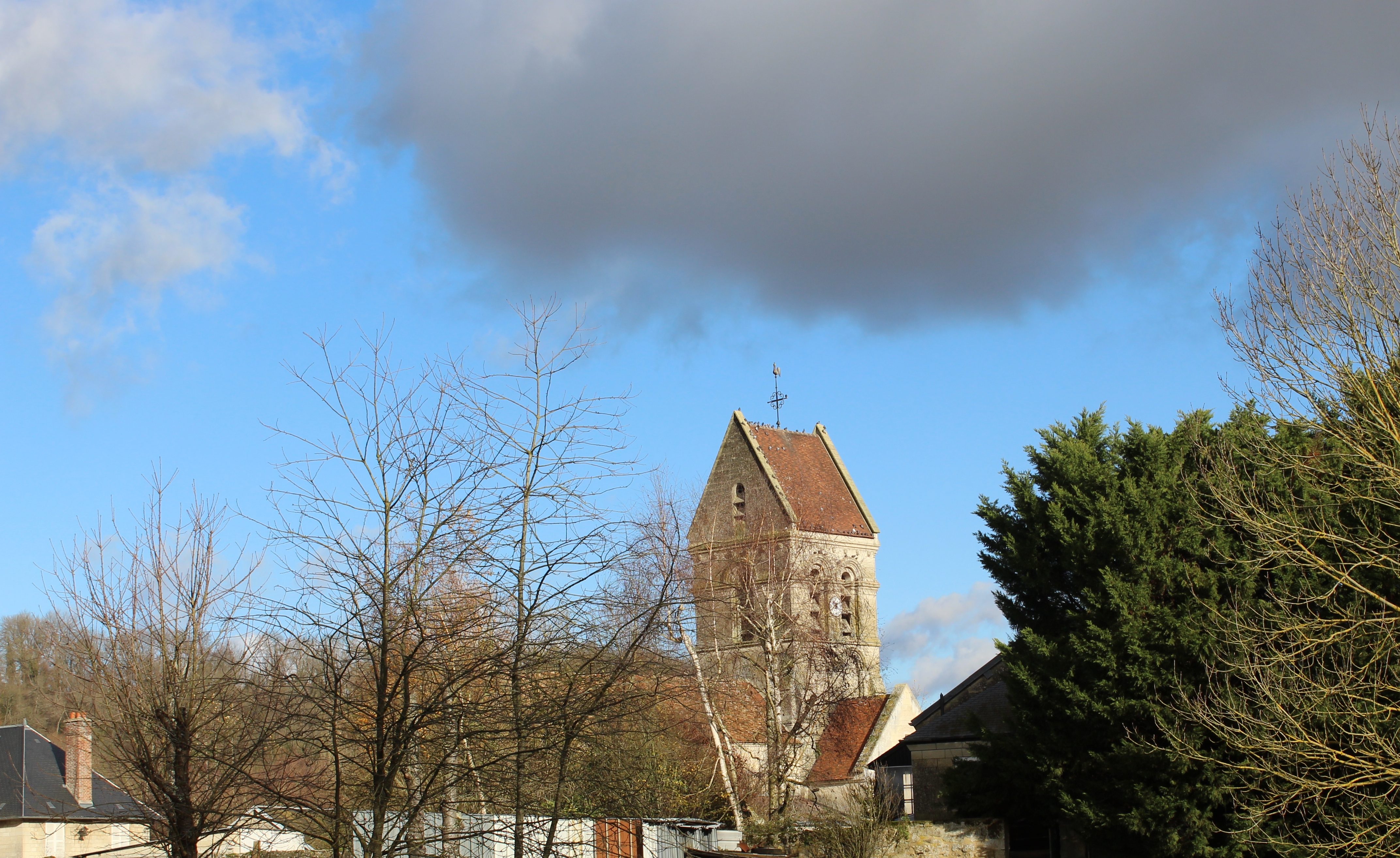
Vue sur le clocher de l'église.
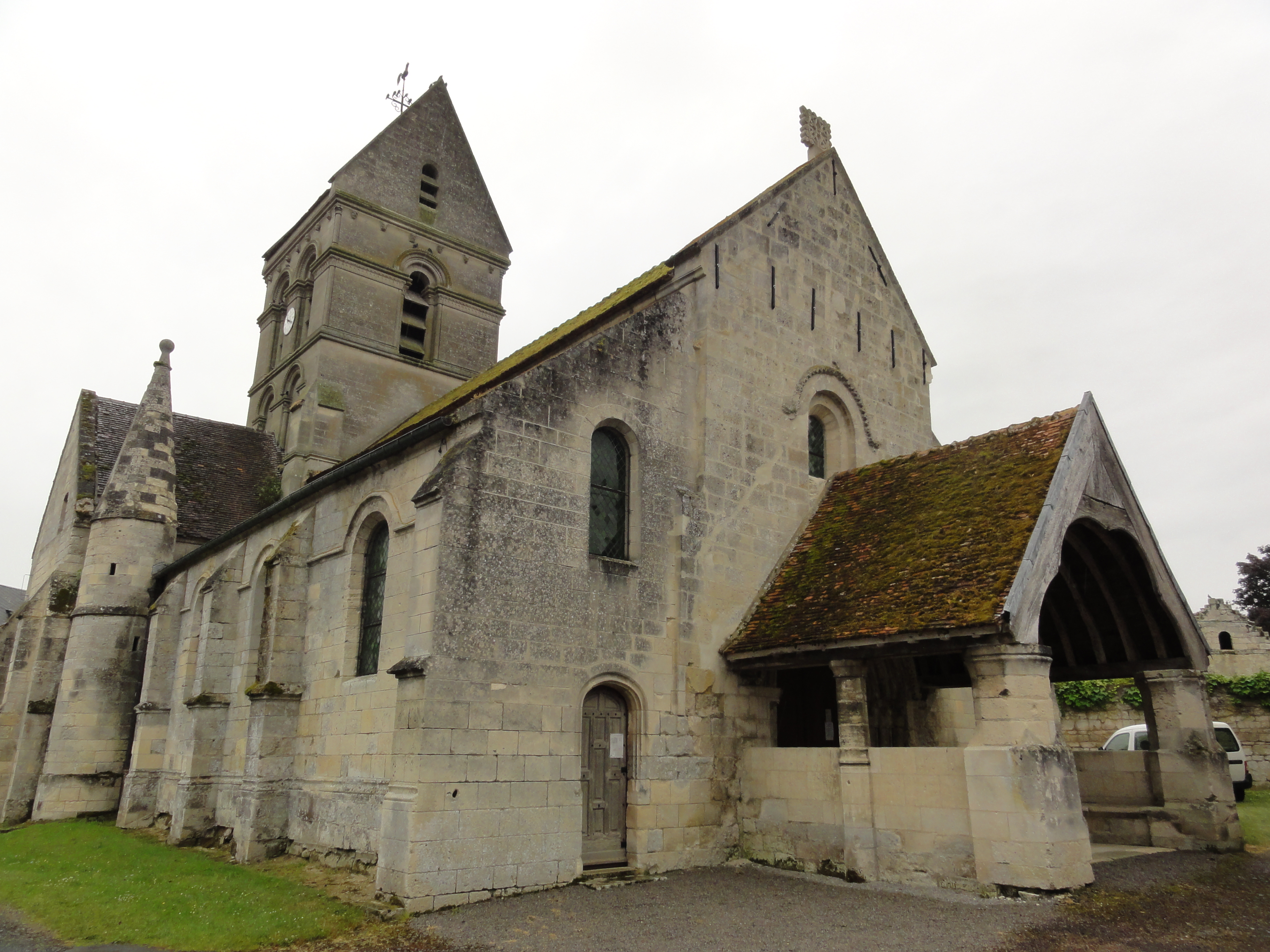
Église Saint-Maurice.
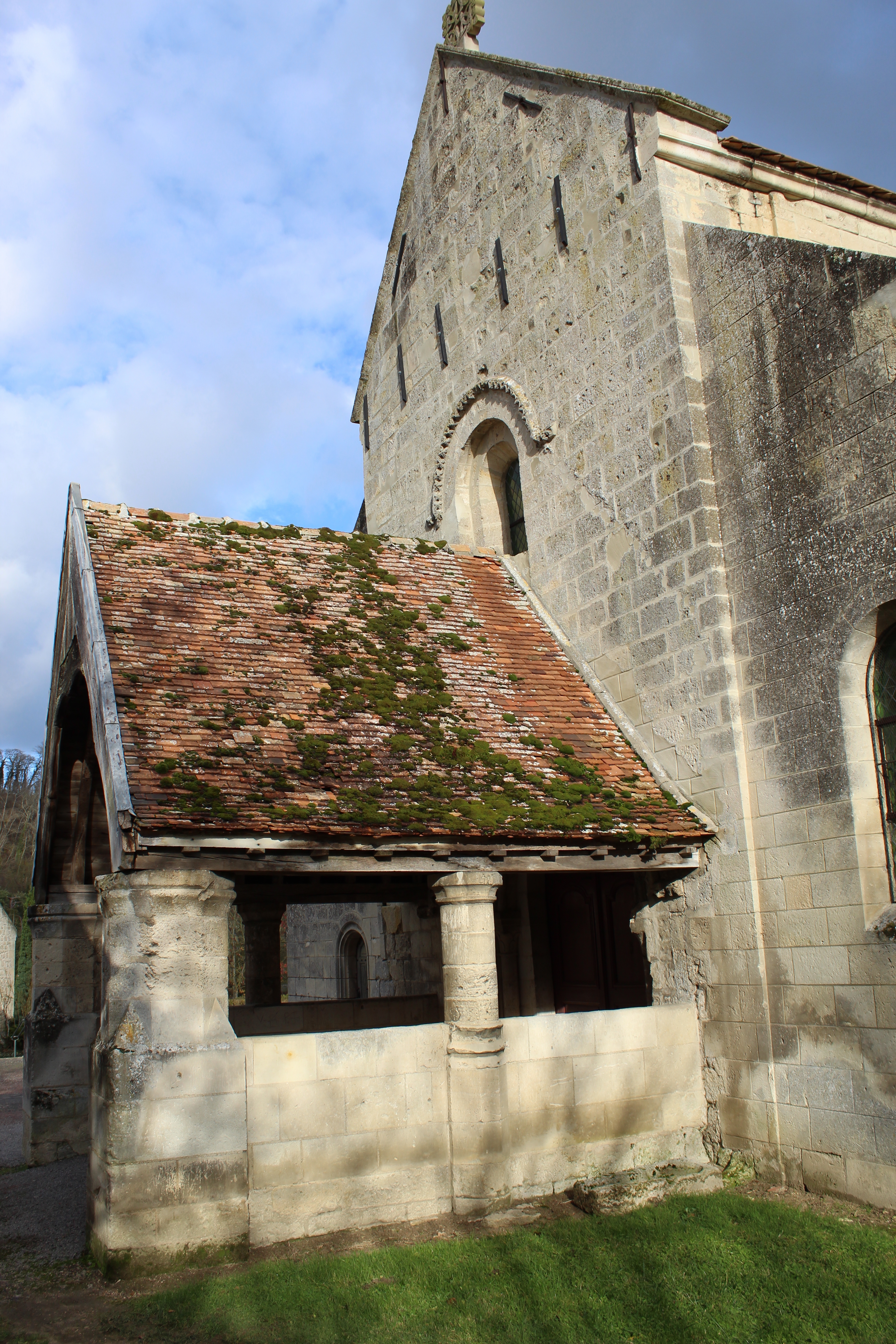
Le porche couvert de l'église.
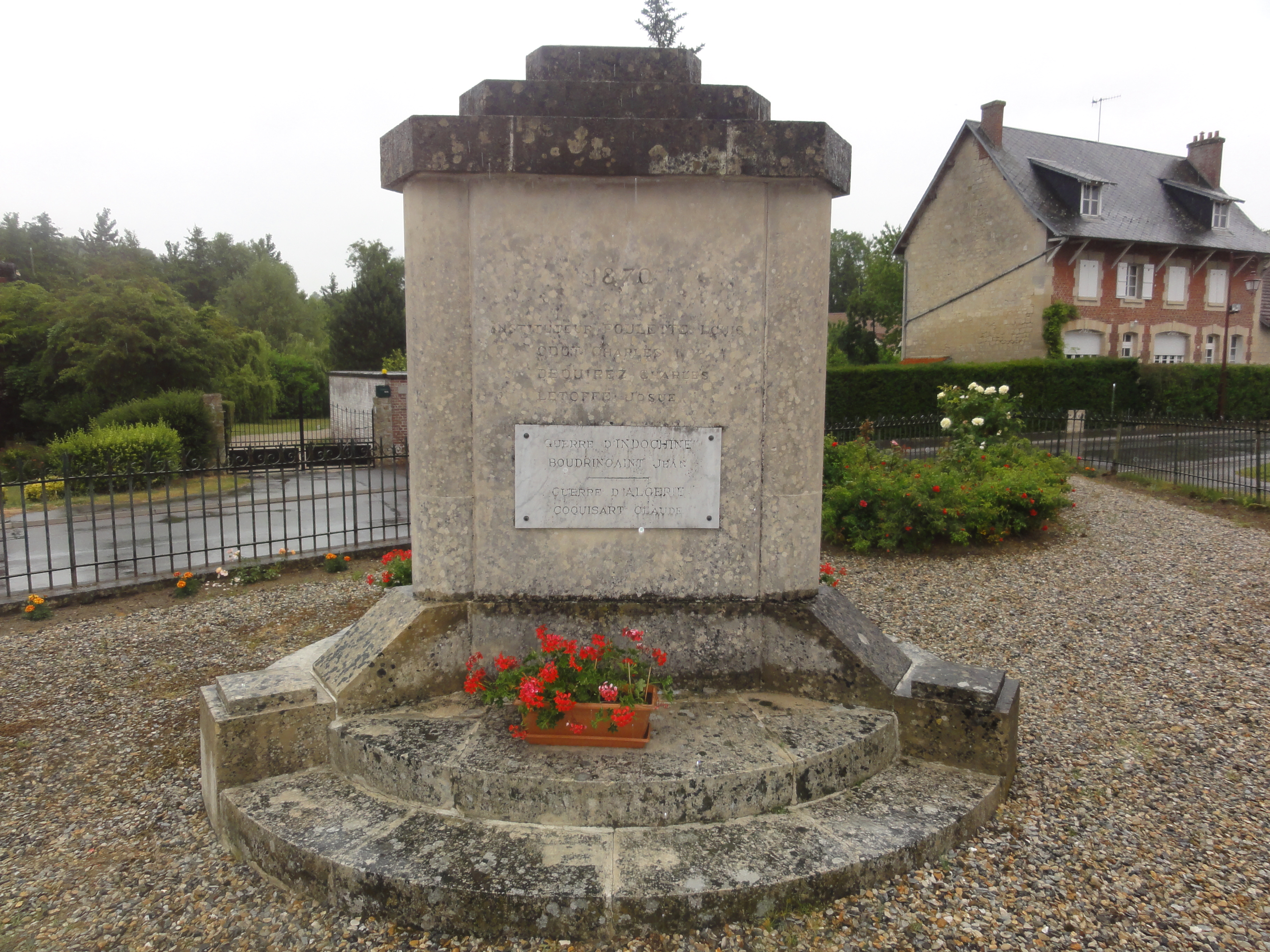
Monument aux morts.